# Lac Chambeaux (Rivière René-Lévesque)
Der Lac Chambeaux ist ein See in der Verwaltungsregion Côte-Nord der kanadischen Provinz Québec.

## Lage
Der Lac Chambeaux liegt in Zentral-Labrador 20 km nordwestlich des Lac Boissier und nordöstlich des Lac Bermen. Der See liegt im Bereich des Kanadischen Schildes auf 537 m Höhe. Der Lac Chambeaux ist mit zahlreichen Inseln durchsetzt. Er liegt am Rivière René-Lévesque, der ihn in nördlicher Richtung zum Caniapiscau-Stausee durchfließt. Am Ausfluss aus dem See befinden sich die Stromschnellen „Chute Chambeaux“. Die Fläche des Lac Chambeaux beträgt 65 km².
Der See wurde nach Jean Garnier, Sieur de Chambeaux, benannt. Dieser begleitete Jacques Cartier bei dessen zweiter Kanadareise in den Jahren 1535–1536. Ein weiterer gleichnamiger See, der nach ihm benannt wurde, befindet sich im Einzugsgebiet des Rivière Natashquan Est.